# Massimo Ponzellini
Massimo Ponzellini (Bologna, 9 agosto 1950) è un banchiere italiano, che ha ricoperto incarichi sia come dirigente pubblico sia come dirigente privato.

## Biografia
Figlio di Giulio Ponzellini, facoltoso, sostenitore della nascita de Il Mulino e per 40 anni membro del consiglio superiore della Banca d'Italia, e di Marisa Castelli  della famiglia proprietaria del colosso dei mobili d'ufficio, cugino del leghista Giancarlo Giorgetti, ha studiato all'Università di Bologna ed è stato allievo di Romano Prodi e suo assistente personale al Ministero dell'industria, del commercio e dell'artigianato.
Dopo essere stato nel 1981 a Bologna tra i fondatori, con Romano Prodi, della società di studi Nomisma, passa nel 1983 all'IRI fino al 1990, sotto la presidenza Prodi occupandosi soprattutto dello sviluppo economico dell'Italia meridionale.
A metà del 1990 partecipa alla costituzione della Banca europea per la ricostruzione e lo sviluppo guidata da Jacques Attali, ricoprendo l'incarico di direttore. Nel 1994 entra alla Banca europea degli investimenti come vicepresidente e amministratore delegato, rimanendovi fino al 2003.
Avvicinatosi nel frattempo a Giulio Tremonti, dal 2002 al 2007 guida alcune società dello Stato italiano diventando vicepresidente e amministratore delegato della Patrimonio dello Stato e amministratore delegato dell'Istituto Poligrafico e Zecca dello Stato.
Nel maggio 2007 assume la presidenza della società di costruzioni Impregilo a cui ha affiancato nel 2009 la presidenza della Banca Popolare di Milano, risultando eletto dall'assemblea dei soci che si è tenuta alla Fieramilanocity il 25 aprile 2009, con 5.294 voti su un totale di 10.024 soci partecipanti (di cui 6.232 in proprio e 3.792 per delega).
Ricopre inoltre le cariche di consigliere e membro del comitato esecutivo dell'Istituto Europeo di Oncologia, vicepresidente di INA Assitalia e consigliere e membro del comitato di gestione del Fondo Interbancario di Tutela dei Depositi.

## Vita privata
Ha sposato Maria Segafredo con cui ha avuto tre figlie.
È un grande appassionato di Ferrari.

## Vicende giudiziarie
Nel 2012 è stato posto agli arresti domiciliari su richiesta della Procura di Milano con l'accusa, tra l'altro, di associazione a delinquere finalizzata alla corruzione nell'erogazione di fondi (230 milioni di euro) concessi dalla banca nel periodo 2009-2011. Il processo di primo grado si è tenuto davanti al Tribunale di Milano e a dicembre 2017 è stato condannato ad un anno e mezzo di reclusione per un solo capo di imputazione, quello di corruzione tra privati. Gli altri capi di imputazione, tra cui l'associazione a delinquere, sono caduti perché i giudici hanno ritenuto il fatto non sussistere o perché in parte prescritti. La Procura di Milano ha presentato ricorso in appello. Nel novembre 2019 la Corte d'Appello di Milano lo ha assolto dall'accusa di associazione a delinquere mentre si è estinto per prescrizione il reato di corruzione privata.